# Minami-ku (Hiroshima)
Minami-ku (南区?) è uno degli otto quartieri amministrativi della città di Hiroshima, in Giappone.